# UTC+13:00

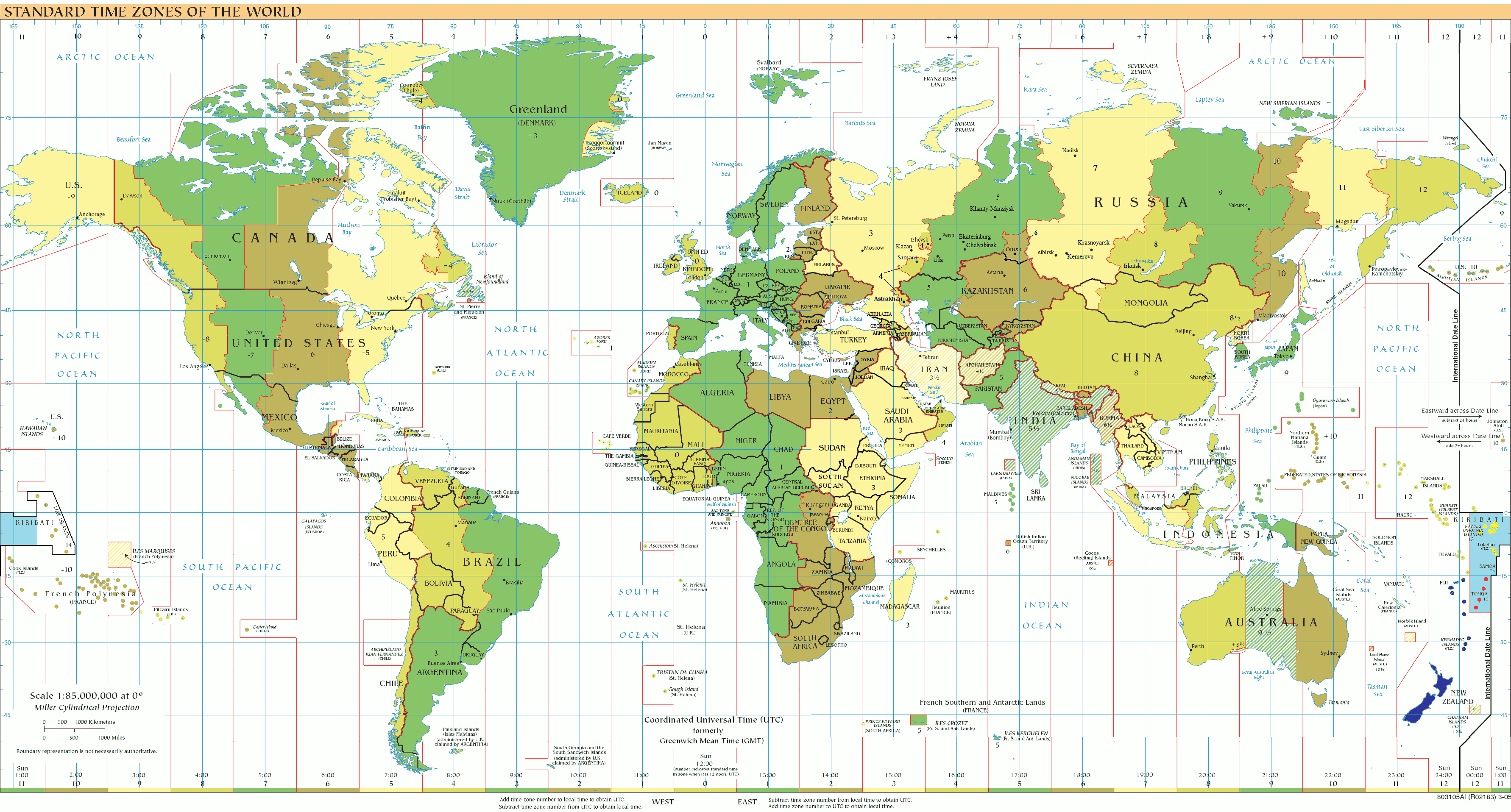
Azul (diciembre), Naranja (junio), Amarillo (todo el año), Azul claro - áreas marinas

UTC+13:00 es el tercer huso horario del planeta cuya ubicación geográfica se encuentra en el meridiano 165 oeste el cual a su vez coincide con el huso horario UTC-11:00. Aquellos países que se rigen por este huso horario se encuentran 13 horas por delante del meridiano de Greenwich. La razón de ser de este huso horario data de 1979 cuando, después de adquirir las Islas Fénix y las Islas de la Línea, Kiribati quedó dividido entre dos días distintos dado que estas islas se encontraban del lado oriente de la línea internacional de cambio de fecha mientras que las Islas Gilbert quedaban del lado poniente de la misma, lo que generaba diversos problemas gubernamentales y comerciales, es así que el 30 de diciembre de 1994 el país estableció este huso horario junto al huso UTC+14:00 para homologar en un solo día a todo el país pasando directamente de ese día al 1 de enero de 1995 lo que a su vez derivó en un cambio de la trayectoria de la línea internacional de cambio de fecha para poder rodear a estas nuevos husos horarios.

## Hemisferio sur

### Países que se rigen por UTC+13:00 todo el año
| Abreviatura | Nombre Completo                               | País                    |
| ----------- | --------------------------------------------- | ----------------------- |
| PHOT        | Hora de las Islas Fénix (Phoenix Island Time) | Kiribati - Islas Fénix  |
| TKT         | Hora de Tokelau                               | Nueva Zelanda - Tokelau |
| TOT         | Hora de Tonga (Tonga Time)                    | Tonga                   |
| WST         | Hora de Samoa Occidental (West Samoa Time)    | Samoa                   |

### Países que se rigen por UTC+13:00 en Horario de Verano
| Abreviatura | Nombre Completo                                             | País                                                                                               |
| ----------- | ----------------------------------------------------------- | -------------------------------------------------------------------------------------------------- |
| FJT         | Hora de Fiyi (Fiji Time)                                    | Fiyi                                                                                               |
| NZDT        | Hora de Verano de Nueva Zelanda (New Zealand Daylight Time) | Nueva Zelanda (Excepto las Islas Chatham, las Islas Cook, Niue y Tokelau) Antártida - Base McMurdo |